# Bernard Bourreau
Bernard Bourreau (ur. 2 września 1951 w Garat) – francuski kolarz szosowy, brązowy medalista mistrzostw świata.

## Kariera
Największy sukces w karierze Bernard Bourreau osiągnął w 1973 roku, kiedy zdobył brązowy medal w wyścigu ze startu wspólnego podczas mistrzostw świata w Barcelonie. W zawodach tych wyprzedzili go jedynie dwaj Polacy: Ryszard Szurkowski oraz Stanisław Szozda. Był to jedyny medal wywalczony przez Bourreau na międzynarodowej imprezie tej rangi. Ponadto wygrał między innymi Route de France i Tour du Gévaudan w 1973 roku, Grand Prix d'Isbergues w 1974 roku oraz Tour de Vendée w 1981 roku. Wielokrotnie startował w Tour de France, najlepszy wynik osiągając w 1978 roku, kiedy zajął 28. miejsce w klasyfikacji generalnej. W 1974 roku wystartował także w Vuelta a España, zajmując ostatecznie 36. miejsce. W 1972 roku wziął udział w igrzyskach olimpijskich w Monachium, zajmując 39. miejsce w wyścigu ze startu wspólnego. Zdobył także brązowy medal mistrzostw kraju w tej samej konkurencji w 1974 roku. Jako profesjonalista startował w latach 1973-1984.